# Thomas Turgoose
Thomas Aiden Turgoose (* 11. Februar 1992 in Grimsby, North East Lincolnshire, England) ist ein britischer Schauspieler.

## Leben
Seinen ersten Filmauftritt, zugleich auch seine erste Hauptrolle, hatte Thomas Turgoose in Shane Meadows’ Film This Is England. Darin verkörpert er den zwölfjährigen Shaun, der, nachdem sein Vater im Falklandkrieg gefallen ist, Halt und Geborgenheit in einer Gruppe junger Skinheads findet, bis Combo (gespielt von Stephen Graham) die Gruppe mit seinem rassistischen Gedankengut auseinanderreißt und die Geschichte eskaliert.
Für diese Darstellung gewann Turgoose 2006 den British Independent Film Award für den „Besten Newcomer“. Kurz nach Drehschluss von This Is England am 30. Dezember 2005 starb seine Mutter Sharon an Krebs. Der Film ist ihr gewidmet.
In der BBC-Produktion The Innocence Project spielt Thomas Turgoose die Rolle des jungen Dizzy. Die Serie wurde jedoch bereits nach kurzer Zeit abgesetzt. Turgoose ist in sechs der insgesamt acht Folgen zu sehen.
Im Jahre 2008 stand er erneut für Shane Meadows vor der Kamera. Der Film Somers Town, ein in Schwarz-Weiß gedrehtes Drama, in dem es um eine ungewöhnliche Freundschaft zweier Jungen geht, wurde 2008 auf der Berlinale erstmals vorgestellt.
Thomas Turgoose ist außerdem in dem britischen Thriller Eden Lake zu sehen.
Im Frühjahr 2012 spielte er im Musikvideo zu Maxïmo Parks Song Hips and Lips die Hauptrolle.

## Filmografie
- 2006: This Is England
- 2006–2007: The Innocence Project (Fernsehserie, 4 Episoden)
- 2008: Somers Town
- 2008: Eden Lake
- 2009: The Scouting Book for Boys
- 2009: Cast Offs (Fernsehserie, Episode 1x03 Will)
- 2010: This Is England ’86 (Miniserie, 4 Episoden)
- 2010: Dirty Egg (Kurzfilm)
- 2011: This is England ’88 (Miniserie, 3 Episoden)
- 2012: Birdsong – Gesang vom großen Feuer (Birdsong, Miniserie, 2 Episoden)
- 2012: Coming Up (Fernsehserie, Episode 10x02 Ben and Lump)
- 2012: Kiss (Kurzfilm)
- 2013: Post Jump (Kurzfilm)
- 2015: This Is England ’90 (Miniserie, 4 Episoden)
- 2015: Jacked (Kurzfilm)
- 2015: George Misses the Train (Kurzfilm)
- 2016: The Hatching
- 2017: Butterfly Kisses
- 2017: Game of Thrones (Fernsehserie, Episode 7x01 Drachenstein)
- 2017: Kingsman: The Golden Circle
- 2018: Terminal – Rache war nie schöner (Terminal)
- 2018: Swimming with Men
- 2018: Hymn of Hate (Kurzfilm)
- 2019: Avengement
- 2019: Looted
- 2021: Creation Stories
- 2025: Mickey 17

## Auszeichnungen
- 2006: British Independent Film Award – Bester Nachwuchsdarsteller (in This Is England)
- 2006: Nominiert für den Empire Award – Bester Nachwuchsdarsteller (in This Is England)
- 2008: British Independent Film Award – Bester Hauptdarsteller (nominiert)
- 2008: Tribeca Film Festival – Bester Darsteller (für seine Rolle in Somers Town (gemeinsam mit Piotr Jagiello))
- 2009: London Critics’ Circle Film Award – Bester britischer Jungdarsteller (in Somers Town und Eden Lake)